# Тайксе (остановочный пункт)
Та́йксе (эст. Taikse raudteepeatus) — остановочный пункт в деревне Тайксе на линии Таллин — Вильянди. Находится на расстоянии 101 км от Балтийского вокзала и 48 км от Вильянди.
На остановке Тайксе расположен низкий перрон и один путь. На остановке останавливаются пассажирские поезда, курсирующие между Таллином и Вильянди. Из Таллина в Тайксе поезд идёт 1 час и 32-42 минуты.